# Неопаганизам
Неопаганизам, такође познат као савремени паганизам и модерни паганизам, представља модерне реконструкције прехришћанских религија и спиритуалних праваца. Примјери су вика и неодруидизам. Иако имају сличности, савремени пагански вјерски покрети су различити и немају исти скуп вјеровања, обичаја или текстова. Већина академика који проучавају овај феномен третирају га као покрет који је подељен на различите религије; други га карактеришу као јединствену религију чије су различите паганске вјере деноминације.
Данашњи неопагански покрети углавном базирају своја вјеровања на саживљењу са природом и божанством које јесте тоталност свега што јесте. Међутим, то није случај са свим облицима паганских вјеровања — прошлих и садашњих. Неки вјерују у бројна божанства, док други сматрају да јединствени подсвјесни дух у свему живом јесте универзално божанство. Паганизам бисмо данас, у кратким цртама, могли дефинисати као сва она вјеровања која излазе из оквира основних догматских принципа аврамских традиција (јудаизма, хришћанства и ислама). Ствари се компликују око утврђивања шта улази у аврамску традицију будући да су за муслимане и одређени број протестантских цркава Божић и Ускрс неаврамски, односно пагански, због повезаности са прастарим светковањима дугодневица и равнодневица).
Термин је настао додавањем префикса нео- (који значи нови или ново) на корен паганизам којим се називају све преаврамске односно неаврамске религије и веровања.